# Клодель, Филипп
Филипп Клодель (фр.  Philippe Claudel; род. 2 февраля 1962, Домбаль-сюр-Мёрт, Франция) — французский писатель и кинорежиссёр.

## Биография
Филипп Клодель родился в Домбаль-сюр-Мёрт (Лотарингия) в 1962 году. Посещал лицей в Люневиле; после окончания лицея в течение двух лет занимался случайными подработками.
В 1983 году поступает в университет в Нанси, где изучает литературу, историю искусства и кинематографа. После окончания обучения защищает диссертацию и сдаёт экзамен на степень агреже.
Долгое время Клодель работает преподавателем французского: в коллеже и лицее, а также в больницах (для больных детей). На протяжении двенадцати лет он преподаёт в тюрьме Нанси; в течение четырёх лет работает в специализированном учебном заведении для детей-инвалидов.
Этот непростой человеческий опыт заставляет его переосмыслить свои взгляды на жизнь и на человечество и заняться писательством. Свой первый роман, Meuse l’oubli, он публикует в 1999 году. В это же время он начинает писать сценарии для кино.
С 2001 года Клодель преподаёт в университете Лотарингии. Он — автор около тридцати книг (романов, новелл, стихотворений) и лауреат многочисленных литературных премий, в том числе премии Ренодо.
С 2008 года Филипп Клодель пробует себя в качестве кинорежиссёра. Его первый фильм, «Я так давно тебя люблю», получает две премии «Сезар», две награды Берлинского кинофестиваля и ряд других премий.
С 2011 года Клодель входит в состав Гонкуровской академии.
Филипп Клодель женат, у него есть дочь. Увлекается фотографией, живописью, рыбалкой.

## Творчество
Свой первый роман, Meuse l’oubli, Клодель опубликовал достаточно поздно: в 37 лет. В нём повествуется о человеке, который потерял любимую жену и постепенно учится жить с ощущением этой потери. Роман был опубликован издательством Balland и удостоился двух премий.
В 2000 году роман J’abandonne приносит Клоделю премию France Télévisions; в этом же году он получает премию Мориса Паньоля за роман Quelques uns des cents regrets.
В 2002 году Клодель публикует повесть Le Bruit des trousseaux, сюжет которой отражает его собственный опыт работы в тюрьме.
Широкое признание к нему приходит после публикации в 2003 году романа Les âmes grises (в русском переводе «Серые души»), за который Клодель получил премию Ренодо. Фабула строится вокруг убийства десятилетней девочки; историческим фоном служат события Первой мировой войны. Однако детективная интрига отходит на второй план; главное же — исследование характеров, изучение душ жителей городка, среди которых нет ни «чёрных», ни «белых», но только «серые». Смысл названия раскрывается в словах одного из второстепенных персонажей:

 Мерзавцы, святые… Я таких и не видела никогда. Ничто ведь не бывает совсем черным или совсем белым. В выигрыше только серое. С людьми и их душами то же самое… Ты тоже серая душа, вполне себе серая, как и все мы.

(пер. Л. Ефимова)
В 2005 году выходит роман La Petite Fille de monsieur Linh (рус. пер. «Дитя господина Лина»), образец современной поэтической сказки.
В 2007 году роман Le Rapport de Brodeck (рус. пер. «Мое имя Бродек») получает Гонкуровскую премию лицеистов.
В 2010 году Клодель публикует роман l’Enquête, своеобразную притчу о кафкианском, дегуманизированном, гипертехнологизированном социуме.
По собственным словам Клоделя, его путь в литературе — это постепенно замыкающийся круг. В юности он начинал с легенд и сказок, затем перешёл к романам и новеллам, и вернулся к тому, что считает первостепенным — мифу, притче. В своих произведениях он затрагивает сложные, тяжёлые темы — война, смерть, убийство, тюремное заключение — однако не любит, когда его считают мрачным пессимистом, и подчёркивает, что в его произведениях всегда присутствует лучик надежды.

### Романы
- 1999: Meuse l’oubli. Изд. Balland. ISBN 978-2-7158-1193-5.
- 1999: Quelques-uns des cent regrets. Изд. Balland. ISBN 978-2-7158-1254-3
- 1999: Le Café de l’Excelsior. Изд. La Dragonne. ISBN 978-2-913465-02-2
- 2000: J’abandonne. Изд. Balland. ISBN 978-2-7158-1312-0 (премия France Télévisions)
- 2000: Barrio Flores : petite chronique des oubliés. Изд. La Dragonne. ISBN 978-2-913465-09-1
- 2001: Le Bruit des trousseaux. Изд. Stock. ISBN 2-234-05449-4
- 2003: Les Âmes grises. Изд. Stock. ISBN 978-2-234-05603-9 (премия Ренодо)
- 2005: La Petite Fille de Monsieur Linh. Изд. Stock. ISBN 978-2-234-05774-6
- 2007: Le Rapport de Brodeck. Изд. Stock. ISBN 978-2234057739 (Гонкуровская премия лицеистов)
- 2010: L’Enquête. Изд. Stock. ISBN 978-2234065154.
- 2012: Parfums. Изд. Stock. ISBN 2234073251 (премия Жан-Жака Руссо за автобиографию)
- 2014: Rambétant. Изд. Circa 1924. ISBN 978-2-915715-33-0
- 2016: Дерево страны тораджей. Изд. Stock. ISBN 978-2-234-08110-9

#### На русском языке
- Филипп Клодель. Серые души = Les âmes grises. — Москва: Эксмо, 2015. — 320 p. — 3000 экз. — ISBN 978-5-699-78053-2.
- Филипп Клодель. Дитя господина Лина = La Petite Fille de Monsieur Linh. — Москва: Эксмо, 2015. — 192 p. — 3000 экз. — ISBN 978-5-699-78824-8.
- Филипп Клодель. Мое имя Бродек = Le rapport de Brodeck. — Москва: Эксмо, 2015. — 290 p. — ISBN 978-5-699-82193-8.
- Филипп Клодель. Чем пахнет жизнь. — Москва: Эксмо, 2014. — 140 p. — ISBN 978-5-699-76602-4.

## Фильмография
- 2008: Il y a longtemps que je t’aime («Я так давно тебя люблю»)
- 2011: Tous les soleils
- 2013: Avant l’hiver («У порога зимы»)
- 2015: Une enfance